# Kaido Höövelson
Kaido Höövelson (japánul: 把瑠都 凱斗, Baruto Gaito, nyugati forrásokban gyakran Baruto Kaito) (Väike-Maarja, 1984. november 5. –) észt politikus, szumóbirkózó, az Észt Centrumpárt tagja,  Harjumaa és Raplamaa képviselője az észt parlamentben, a XIV. Riigikoguban.

## Pályafutása
Höövelson Lääne-Viru megyében született. A család szarvasmarha-tenyésztéssel foglalkozott, és Kaido korán hozzászokott a nehéz fizikai munkához. Már a középiskolában sikeres sportoló volt: kosárlabdázott és cselgáncsozott, az utóbbi sportágban észtországi bajnok is volt. A középiskolát sporttagozatos gimnáziumban végezte. 16 évesen elveszítette apját, ezután egy éjszakai szórakozóhelyen kidobóemberként keresett pénzt. Cselgáncsedzője ismertette meg a szumóval, és Höövelson hamar kitűnt ebben a sportban is, amikor második lett a junior Európa-bajnokságon. Ekkor figyeltek fel rá Japánban.
Höövelson 2004 májusában kezdte meg japán szumópályafutását. A hagyományoknak megfelelően ehhez japánosított nevet választott: Baruto Gaito néven versenyzett. (A Gaito egyszerűen az eredeti keresztnevének japánosított változata, míg a Baruto a Balti-tenger japán elnevezéséből ered, utalva Höövelson származására.) Baruto az Onoe nevű heja tagjaként versenyzett. Gyorsan haladt elő a rangsorban: 2005 szeptemberében került be a dzsúrjó osztályba, 2006 májusától már a makuucsi osztályban versenyzett, és 2008 szeptemberében került be a szanjakuba. Legmagasabb elért rangja az ózeki volt 2010 májusa és 2012 szeptembere között. Térdsérülése miatt 2013 szeptemberében visszavonult.
Visszavonulása után különböző üzleti vállalkozásokban dolgozott, majd 2018-ban a politika felé fordult. Belépett az Észt Centrumpártba, és a 2019-es választáson Harjumaa és Raplamaa képviselőjeként bejutott az észt parlamentbe, a XIV. Riigikoguba.

## Magánélete
Höövelson házas, felesége az orosz Jelena Tregubova, akivel Japánban ismerkedtek meg, és ott is házasodtak össze. Egy fia van.

## Kitüntetései
Sportsikereinek elismeréseképp 2012-ben elnyerte a Fehér Csillag érdemrend 3. osztályú kitüntetését, 2011-ben pedig megkapta az Észtországi Olimpiai Bizottság érdemrendjét.